# Фёриц
Фёриц (нем. Föritz) — община в Германии, в земле Тюрингия. 
Входит в состав района Зоннеберг.  Население составляет 3555 человек (на 31 декабря 2010 года). Занимает площадь 32,13 км².
Община подразделяется на 9 сельских округов.